# 板金工事
板金工事（ばんきんこうじ）とは、金属薄板等を加工して工作物に取付け、又は工作物に金属製等の付属物を取付ける建設工事。
内容は、板金加工取付け工事、建築板金工事などである。
「建築板金工事」とは、建築物の内外装として板金をはり付ける工事をいい、具体的には建築物の外壁へのカラー鉄板張付け工事や厨房の天井へのステンレス板張付け工事等である。
「瓦」、「スレート」及び「金属薄板」については、屋根をふく材料の別を示したものにすぎず、また、これら以外の材料による屋根ふき工事も多いことから、これらを包括して「屋根ふき工事」とする。
したがって板金屋根工事も『板金工事』ではなく『屋根工事』に該当する。

## 板金工事業
板金工事業（ばんきんこうじ）とは、金属薄板等を加工して工作物に取付け、又は工作物に金属製等の付属物を取付ける工事を業とする建設業。